# Лорантфи, Жужанна
Жужанна Лорантфи (через английский язык известна также как Сюзанна; венг. Lorántffy Zsuzsanna; 1602, Ónod, Боршод-Абауй-Земплен — 18 апреля 1660, Шарошпатак, Боршод-Абауй-Земплен) — принцесса и княгиня-консорт Трансильвании в браке с Дьёрдем Ракоци I, князем Трансильвании.

## Ранний период жизни
Была одной из трёх дочерей Михая Лорантфи, одного из великих вельмож королевской Венгрии, и его первой жены Барбары Камараш де Зелемер (ум. 1609). После смерти её матери её отец повторно женился на Жужанне Андраши, от которой у него родились ещё две дочери. Жужанна и её сестры выросли в родовом поместье в Шарошпатаке.

## Биография
Будучи страстной кальвинисткой, она помогала мужу в его борьбе за проведение протестантских реформ в трансильванской церкви.
Под её влиянием в Шарошпатаке поселился Ян Амос Коменский.
Её старший сын, Дьёрдь II Ракоци, стал князем Трансильвании. Её младший сын, Жигмонд Ракоци, князь фон Зибенбюрген (1622—1652), был женат на Генриетте Марии Пфальцской, дочери Елизаветы Стюарт.
Она основала или спонсировала несколько учебных заведений, в частности Реформатский колледж в Шарошпатаке.
Протестантские религиозные убеждения Жужанны заставили её отказаться от аристократического образа жизни и вместо этого совершать предписанные религией действия, особенно она развивала образование для девочек. Живя в Надьвараде, она позаботилась о том, чтобы девочек обучали не только навыкам, необходимым для ведения домашнего хозяйства и воспитания семьи, но также чтению, письму и арифметике. Они должны были быть сведущими в Библии.